# 蒲池猛夫
蒲池猛夫（日语：／ Kamachi Takeo，1936年3月20日—2014年12月4日），日本男子射击运动员。他曾代表日本参加1968年、1972年、1976年和1984年夏季奥林匹克运动会射击比赛，获得一枚金牌。